# 急脓耳
急脓耳是指起病较急，耳部疼痛，耳膜穿孔，耳内流脓为主要表现的疾病。相当于西医的急性化脓性中耳炎。急脓耳是常见病、多发病，尤多发于小儿。本病可发于任何季节，而以夏季为多。